# Appalachia (Delius)
Appalachia is een compositie van de Britse componist Frederick Delius.
Delius was op zijn 22ste naar de Verenigde Staten vertrokken en vond daar het "Paradijs op Aarde" (in zijn ogen). Er verscheen dan ook een aantal werken van hem, die rechtstreeks naar dat land verwezen. Zo zijn er de Florida suite, The magic mountains, Sea Drift en Appalachia. Delius hield soms de toenmalige naam aan (Florida, maar gebruikte soms ook de oorspronkelijke naam. In Sea Drift gebruikt hij Paumanok (Long Island) en Appalachia verwijst niet naar de streek die daar tegenwoordig mee wordt aangeduid, maar het Amerika van honderden jaren geleden. Dat het werk verwijst naar de gehele Verenigde Staten is te halen uit de muzikale omschrijving van de machtige rivier. In het huidige Appalachia is een dergelijke rivier niet vinden; Delius bedoelde de Mississippi met zijn slavenplantages.
Delius schreef eerder een werk (1895) met deze titel, het werd nooit uitgevoerd en verdween in een la. Van 1898 tot en met 1903 schreef het werk dat nu bekendstaat onder die titel voor  bariton, gemengd koor en symfonieorkest. Hij baseerde zijn werk op een negrospiritual, het is derhalve een soort Thema en variaties, waarbij de muzikale klanken soms Amerikaans aandoen en vervolgens weer drijft de Britse romantiek boven. De tekst in het werk gaat over een verkochte slaaf, die zijn geliefden moet achterlaten. Hetzelfde thema (scheiding) is ook terug te vinden in Sea Drift. 
Het werk bestaat uit een aantal secties met tempoaanduidingen, die achter elkaar doorgespeeld worden. De tekst van het koor bestaat soms uit "La-la-la". De eerste uitvoering vond plaats in de Stadthalle Elberfeld (tegenwoordig Wuppertal) op 15 oktober 1904. De muziek van Delius lag toen niet zo goed in het Verenigd Koninkrijk. Drie jaar later zou Thomas Beecham het horen en daarna veelvuldig uitvoeren.   
Delius schreef het voor:
- bariton
- gemengd koor: sopranen, alten, tenoren en baritons
- 3 dwarsfluiten (III ook piccolo), 3 hobo's, 1 althobo, 2  besklarinetten, 1 esklarinet, 1 basklarinet, 3 fagotten, 1 contrafagot
- 6 hoorns, 3 trompetten, 3 trombones, 1 tuba
- pauken,  percussie bestaande uit tamtam, triangel, kleine trom, grote trom en bekkens, 2 harpen,
- violen, altviolen, celli, contrabassen

## Discografie
- Uitgave Decca Records: John Shirley-Quirck, London Symphony Chorus, Royal Philharmonic Orchestra o.l.v. Richard Hickox (opname 1980)
- Uitgave Chandos: Andrew Rupp, London Symphony Orchestra and Chorus o.l.v. Richard Hickox
- Uitgave EMI Group: solist onbekend, Ambrosian Singers, Hallé Orchestra o.l.v.  John Barbirolli,